# Quinten Massijs (II)

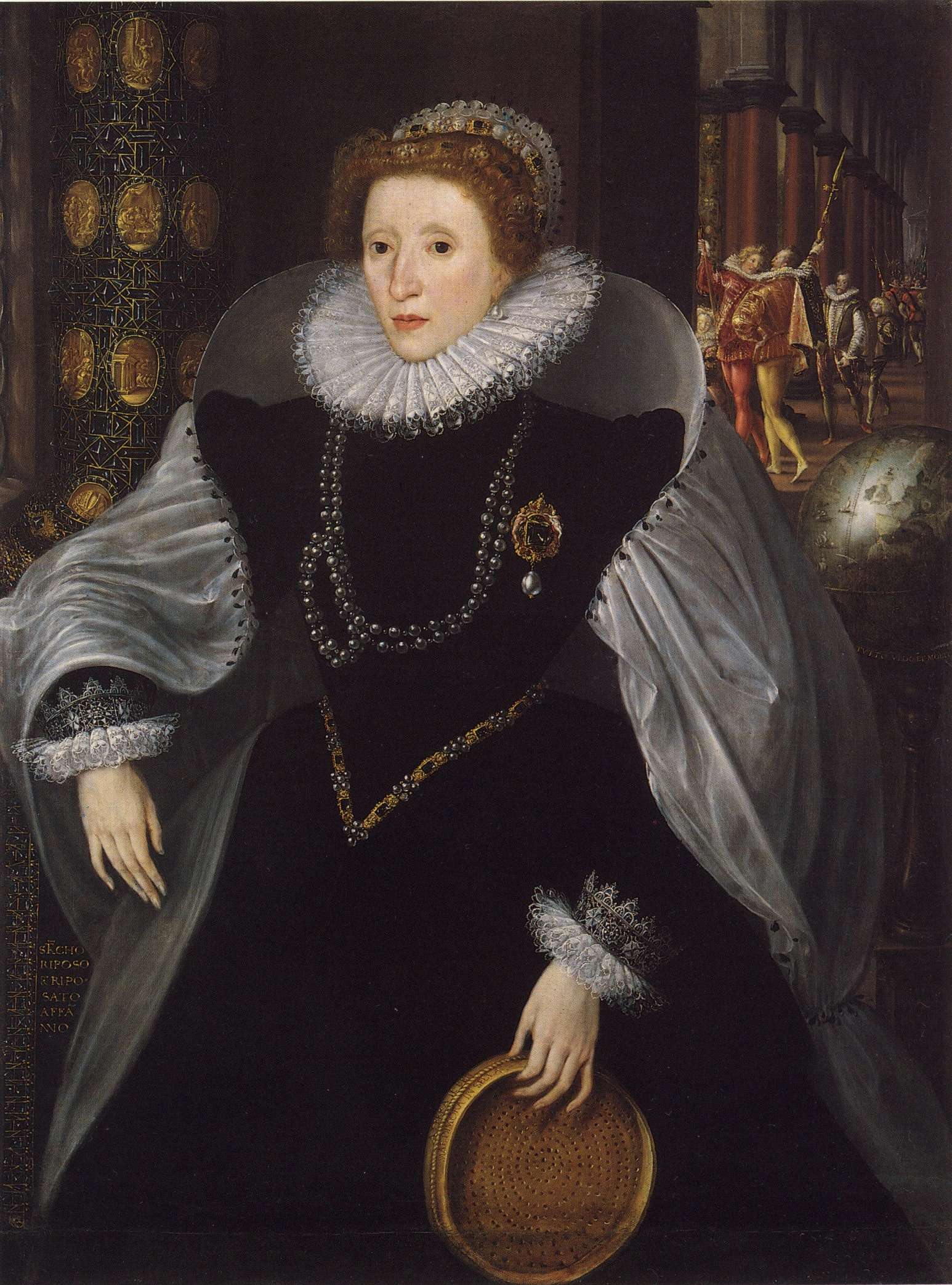
Portret van Elizabeth I (1583)

Quentin Massijs (II) (Antwerpen, 1543 - Frankfort, 1589) was een Zuid-Nederlandse kunstschilder uit de Renaissanceperiode.
Quentin Massijs de Jongere was een zoon van Jan Massijs, die zelf ook schilder was, evenals zijn oom Cornelis Massijs. Quinten werd genoemd naar zijn grootvader Quinten Massijs (I), de bekendste onder hen. Hij emigreerde naar Engeland en werkte daar aan het koninklijk hof. Waarschijnlijk ontvluchtte hij Antwerpen omwille van de godsdiensttroebelen zoals zijn vader en oom hadden gedaan. Hij verliet Engeland in 1588 en kwam in Frankfurt terecht waar hij het volgende jaar overleed.
Deze schilder is het best bekend omwille van zijn portret van koningin Elizabeth I van Engeland die hij afbeeldt als Tuccia, een Vestaalse maagd die haar kuisheid bewijst door met een zeef water te dragen van de heilige bron naar het Huis van de Vestaalse Maagden zonder een druppel te morsen. Elizabeth wordt omringd door symbolen van haar wereldlijke macht zoals een zuil en een aardbol.
- Biografisch Portaal: 28554150
- RKD-Nederlands Instituut voor Kunstgeschiedenis: 94692
- Union List of Artist Names: 500025949
- Virtual International Authority File: 95841788